# Let It Bleed
Let It Bleed é o décimo álbum de estúdio na Discografia Americana, e o oitavo na Discografia Britânica da banda de rock inglesa The Rolling Stones, lançado em 29 de dezembro de 1969 pela Decca Records / ABKCO Records no Reino Unido e pela London Records / ABKCO nos Estados Unidos. É o último álbum da banda a ter a participação de Brian Jones (harpa em "You Got the Silver" e percussão em "Midnight Rambler" e "Love in Vain"), que foi expulso da banda e morreu pouco tempo depois em circunstâncias até hoje misteriosas. Este álbum está na lista dos 200 álbuns definitivos no Rock and Roll Hall of Fame
Let It Bleed alcançou a posição de número 1 no Reino Unido (batendo Abbey Road dos Beatles) e a terceira posição no Top Pop Álbuns da Billboard nos Estados Unidos, onde foi platina duplo. Foi o primeiro álbum dos Stones a ultrapassar a marca de dois milhões de cópias vendidas nos Estados Unidos.
O álbum foi muito bem recebido tanto pela crítica especializada quanto pelo público roqueiro em geral. Em 1998, os leitores da Q elegeram Let It Bleed o 69º melhor disco em sua lista dos melhores álbuns de todos os tempos, enquanto em 2000 a mesma revista o colocou em 28º em sua lista dos 100 Maiores Discos Britânicos de Sempre. Em 2001, a rede de TV VH1 colocou Let It Bleed, no número 24 em seu estudo dos melhores álbuns. Em 2003, foi listado como 32° na lista dos 500 Maiores Álbuns de Todos os Tempos, da revista Rolling Stone. O álbum também é destaque no livro 1001 Albums You Must Hear Before You Die. Em agosto de 2002, este álbum foi relançado em CD remasterizado e SACD digipak pela ABKCO Records.

## História
Apesar de terem começado a gravação de "You Can't Always Get What You Want" em maio de 1968, antes mesmo do disco anterior, Beggars Banquet, ser lançado, a gravação de Let It Bleed começou em fevereiro 1969 e continuou esporadicamente até novembro. Brian Jones aparece em apenas duas faixas, tocando harpa em "You Got the Silver" e percussão em "Midnight Rambler", embora ambas as contribuições não sejam facilmente perceptíveis em equipamentos de reprodução normal. Seu substituto, Mick Taylor, também tocou duas faixas no disco: "Country Honk" e "Live With Me". Keith Richards, que já tinha feito duetos com Mick Jagger em "Connection", "Something Happened to Me Yesterday" e "Salt of the Earth", fez seu primeiro solo vocal em uma gravação dos Rolling Stones com "You Got the Silver". Foi produzido por Jimmy Miller e conta com Glyn Johns como engenheiro de som.
Talvez a música de maior destaque no álbum, Gimme Shelter possui uma história peculiar. A canção estava sendo gravada em Los Angeles, em plena madrugada, quando o Produtor Jimmy Miller sugeriu que fosse adicionado um soo vocal feminino à música. Alguém no estúdio conhecia a cantora estadunidense Merry Clayton, e resolveu ligar pra ela. Como a própria contou depois, ela foi acordada em sua cama, com alguém no Telefone dizendo que precisava de uma vocalista pra gravar com uns "Rolling alguma coisa...". Clayton estava grávida de 8 meses, mas aceitou se levantar e ir ao estúdio. Gravou sua participação de pijamas e deixou os Stones assombrados com seus poderosos gritos. Porém, infelizmente, o esforço vocal foi excessivo e Clayton abortou no dia seguinte. Este foi só um dos fatos macabros que marcaram tanto o Disco quanto o ano de 1969 para os Stones.
Foi durante a gravação de Let it Bleed que a situação de Brian Jones tornou-se insustentável: sua namorada de anos, Anita Pallenberg, o trocou pelo amigo Keith Richards. Brian não produzia praticamente mais nada. Um diagnóstico do médico de Brian pediu sua retirada imediata dos palcos. Em junho, o próprio Brian pediu pra sair da banda. O substituto de Brian, por sugestão do guitarrista e bluesman inglês John Mayall, foi Mick Taylor, um garoto talentoso de 21 anos. Na noite de 3 de julho, os Stones estavam no estúdio gravando a primeira música com Taylor, quando, à meia-noite, o telefone tocou: era uma voz de mulher avisando que Brian Jones havia morrido.
Gravado sob circunstâncias sombrias devido a banda ter atingido o impasse final com Brian Jones, o álbum tem sido considerado uma grande síntese do lado sombrio da Década de 1960. Ainda naquele ano, em 6 de dezembro, cinco meses após a morte do ex-membro, e três semanas antes do lançamento de Let it Bleed, houve o famoso show em Altamont, quando um fã chamado Meredith Hunter foi espancado até a morte pelos motoqueiros dos Hells Angels que faziam a segurança do espetáculo, bem na frente das câmeras e do palco, de onde os músicos viram horrorizados o que ocorria.
Let It Bleed é o segundo de quatro LPs de estúdio dos Stones — os outros são Beggars Banquet (1968), Sticky Fingers (1971) e Exile on Main St. (1972) — geralmente considerados suas maiores realizações artísticas e são listados entre as maiores obras-primas do rock.
Lançado em dezembro, Let It Bleed alcançou a primeira posição no Reino Unido (batendo Abbey Road dos Beatles) e a terceira no Top Pop Álbuns da Billboard nos Estados Unidos, onde foi platina duplo. O álbum também foi muito bem recebido pela crítica, que o saúda até hoje como um dos melhores discos de rock de todos os tempos.
O álbum é citado sempre que se fazem listas dos melhores álbuns. Em 1998, os leitores da revista Q colocaram Let It Bleed na 69.ª posição em sua lista dos melhores álbuns de todos os tempos, enquanto, em 2000, a mesma revista o colocou em 28.º lugar em sua lista dos 100 Maiores Discos Britânicos de Todos os Tempos. Em 2001, a VH1 colocou Let It Bleed na 24.ª posição em seu estudo de melhores álbuns. Em 2003, foi listado na 32.ª posição na lista dos 500 Maiores Álbuns de Todos os Tempos da revista Rolling Stone.

## Let It Bleed x Let It Be
Let It Bleed é muitas vezes pensado como sendo uma resposta ou mesmo uma paródia de Let It Be dos Beatles, embora estes não tenham lançado a música ou mesmo o álbum de mesmo nome até 1970, seis meses após Let It Bleed. As sessões de gravação do álbum do The Beatles já haviam ocorrido em janeiro de 1969, antes da maioria das sessões de Let It Bleed e era de conhecimento geral que o projeto existia, mas o nome previsto para o álbum era Get Back, mesmo nome de uma de suas faixas.

## Capa
A capa mostra uma escultura surreal desenhada por Robert Brownjohn.  A imagem consiste no disco Let It Bleed sendo tocado por um braço de um antigo toca-discos.  Acima do disco pairam uma série de itens estocados em um prato (de baixo para cima): uma fita magnética / rolo de filme intitulado "Stones - Let It Bleed", uma face de relógio, uma pizza, um pneu pequeno, um bolo confeitado e, em cima deste, cinco bonecos simbolizando a banda em ação. O bolo que aparece na capa do álbum foi preparado pela então desconhecida escritora de culinária Delia Smith. A obra é inspirada no título de trabalho do álbum, que foi "Automatic Changer" (fonte: Bill Wyman, Rolling with the Stones).
A contra-capa do LP mostra a mesma imagem da capa parcialmente "consumida", com uma fatia de bolo a menos e os mini-Stones caídos, o pneu cortado pregado, enfaixado e remendado; o rolo de filme exposto; uma fatia de pizza com uma mordida sobre o vinil quebrado, junto com o braço do toca-discos destruído, tudo provando ser o resultado de uma festa selvagem.
O interior do encarte do álbum apresenta a mensagem "This record should be played loud" ("Este disco deve ser tocado alto").
A listagem completa na capa do disco não seguiu a ordem das faixas no disco. Segundo Brownjohn, ele alterou a listagem completa por razões puramente visuais. A ordem correta é mostrada na etiqueta do registro. Quando ABKCO lançou pela primeira vez o álbum em CD em 1986, sua listagem completa seguiu a da contra-capa do LP e não a ordem real do álbum original. Isso foi corrigido na reedição em 2002.

## Citações
Sobre a coincidência entre o nome do álbum dos Rolling Stones e dos Beatles Keith Richards disse em 1971: "Não tem nada a ver com o Let It Be dos Beatles. Foi uma coincidência, pois você trabalha sobre as mesmas linhas ao mesmo tempo, na mesma idade... como vários outros caras... Todos querendo fazer a mesma coisa basicamente".
E sobre as faixas Keith Richard disse no mesmo ano: "Nós escrevemos a maioria das músicas em Positano, ao sul de Nápoles, Itália. Estivemos lá. Conhecíamos vagamente lá e alguém ofereceu sua casa para ficarmos. Estava vazia, muito fria. Acendemos fogo e começamos a escrever. Fizemos "Midnight Rambler", "Monkey Man" e outras mais lá".
Perguntado sobre "Gimme Shelter" Keith disse em 1983: "É um clássico. É o tipo de música onde as letras e a música chegam juntas. Eu sozinho a gravei num cassette enquanto esperava Mick acabar de filmar Performance".
Sobre o álbum o produtor Jimmy Miller disse em 1979: "A coisa importante de Let It Bleed é o conjunto de trabalhos que Keith fez. Ele literalmente era um construtor. Ele estava muito bem naquela época, num grande momento em sua habilidade. Quando Brian morreu [...] Keith pegou a liderança dos Stones, e foi brilhante".
Sobre o álbum Mick Jagger falou em 1995: "Bem, era uma época violenta. A Guerra do Vietnã, violência nas telas, incêndios... acho que o lance da guerra influenciou muito o álbum. Todas aquelas imagens estavam na TV".
Sobre "Love In Vain" Mick disse no mesmo ano: "Mudamos bastante os arranjos. Colocamos um acorde extra que não aparece na versão original de Robert Johnson. Ficou mais Country. É outra música estranha. Robert Johnson era um ótimo letrista, a maioria sobre amor, mas são tristes". E sobre "Midnight Rambler" afirmou: "Esta é uma música que eu e Keith escrevemos realmente sozinhos. Estávamos na Itália. Sobre o porquê de escrevermos musicas tão darks num lugar tão lindo não sei explicar".
Sobre "You Can't Always Get What You Want", Mick Jagger disse em 2003: "Era algo que simplesmente toquei no violão - uma dessas músicas de banheiro. Provou ser muito difícil gravá-la, pois Charlie não conseguia tocar o groove certo, portanto Miller teve que tocar a bateria. Eu também tive essa ideia de ter um coral nessa, provavelmente um coral gospel, mas não tinha nenhum disponível. Jack Nitzsche ou alguém disse que podíamos conseguir o The London Bach Choir, e dissemos, 'isso será engraçado'".

## Faixas
Todas as faixas por Mick Jagger e Keith Richards, exceto onde anotado.
| Lado 1 |                                 |         |  |
| N.º    | Título                          | Duração |  |
| 1.     | "Gimme Shelter"                 | 4:30    |  |
| 2.     | "Love in Vain" (Robert Johnson) | 4:19    |  |
| 3.     | "Country Honk"                  | 3:07    |  |
| 4.     | "Live with Me"                  | 3:33    |  |
| 5.     | "Let It Bleed"                  | 5:27    |  |

| Lado 2 |                                      |         |  |
| N.º    | Título                               | Duração |  |
| 6.     | "Midnight Rambler"                   | 6:52    |  |
| 7.     | "You Got the Silver"                 | 2:50    |  |
| 8.     | "Monkey Man"                         | 4:11    |  |
| 9.     | "You Can't Always Get What You Want" | 7:28    |  |

## Desempenho nas paradas

### Álbum
| Ano  | Parada de álbuns     | Posição |
| ---- | -------------------- | ------- |
| 1969 | UK Albums Chart      | 1       |
| 1969 | Billboard Pop Albums | 3       |

### Singles
| Ano  | Single                               | Parada de álbuns      | Posição |
| ---- | ------------------------------------ | --------------------- | ------- |
| 1973 | "You Can't Always Get What You Want" | The Billboard Hot 100 | 42      |